# Altos (Paraguay)
Altos is een gemeente (in Paraguay distrito genoemd) in het departement Cordillera.
José Félix Estigarribia, president van Paraguay (15 augustus 1939 - 7 september 1940), verongelukte bij een vliegtuigongeluk boven Altos.
De gemeente was ook de tijdelijke verblijfplaats van Josef Mengele en zijn vrouw, van 1959 tot 1960.

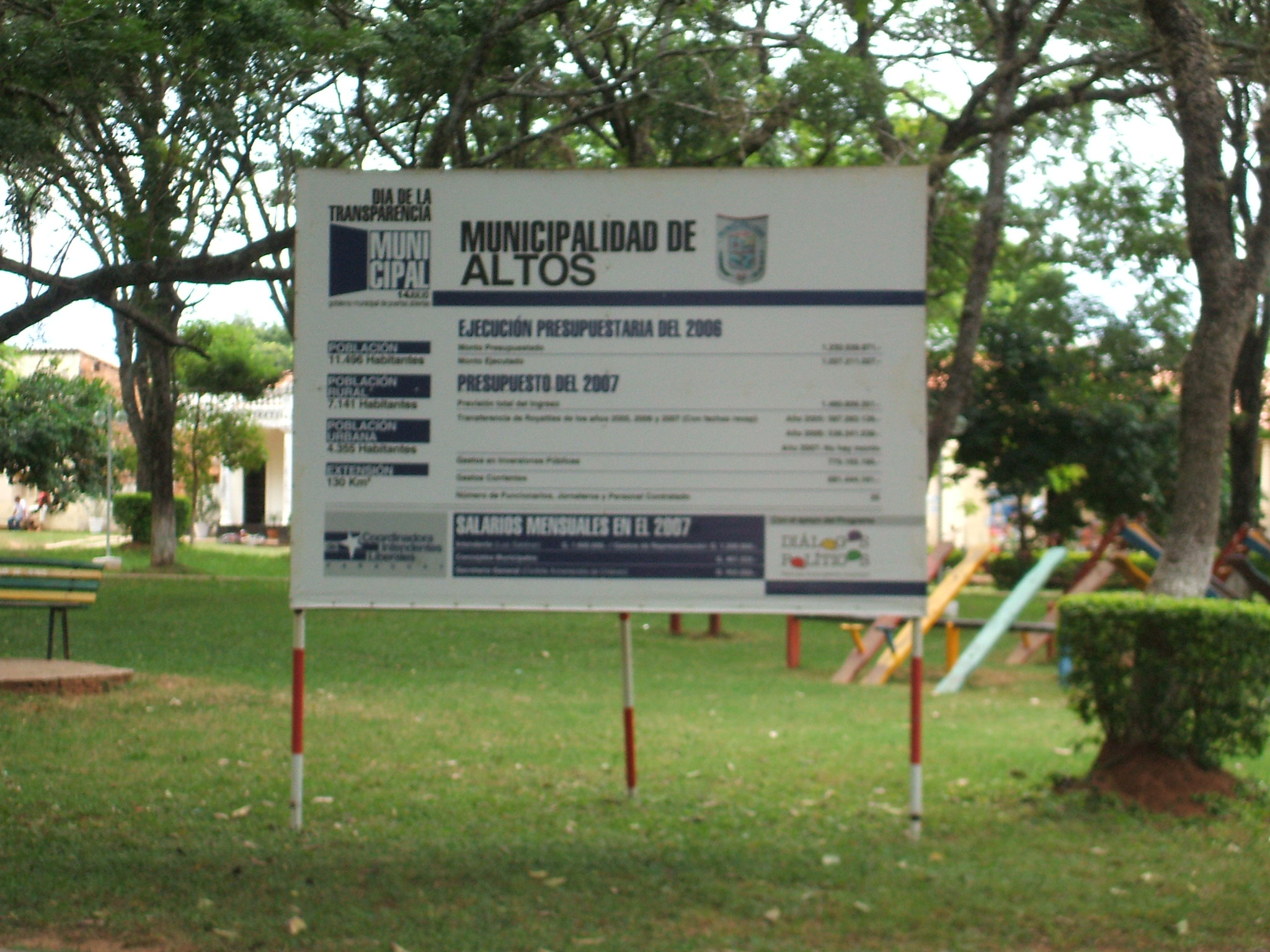
Centraal park in Altos
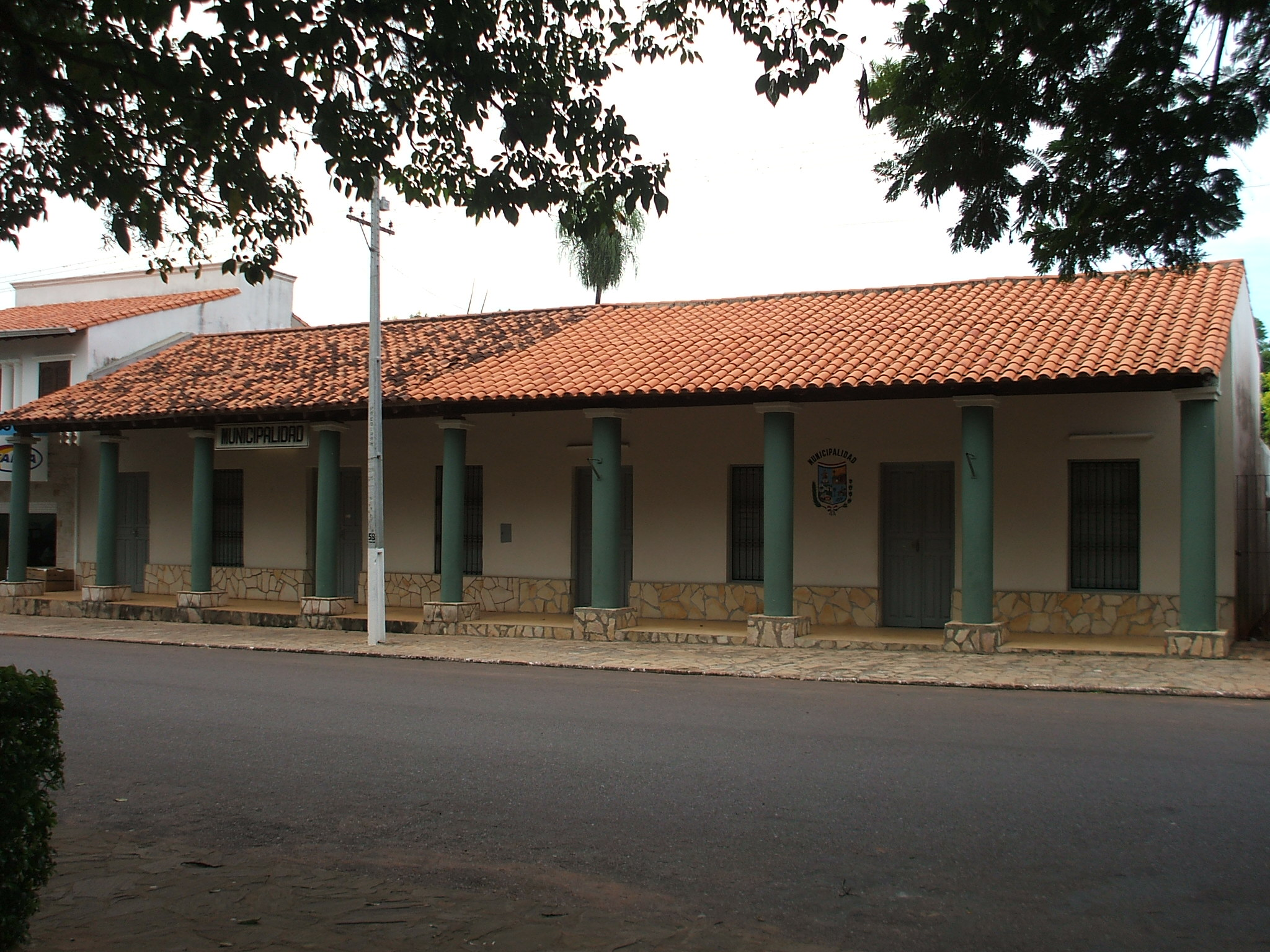
Gemeentehuis